# Stephen Jones (hoedenmaker)

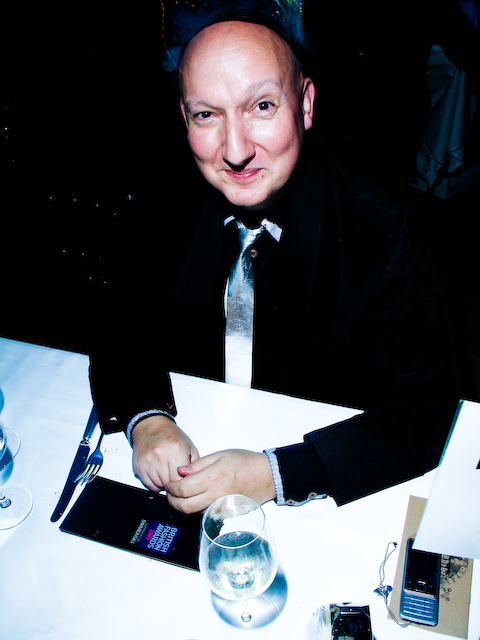
Stephen Jones

Stephen Jones OBE (Wirral Peninsula, Cheshire, 31 mei 1957) is een Engelse hoedenmaker. Hij wordt beschouwd als de belangrijkste en meest radicale hoedenmaker van de 20ste en 21ste eeuw. Hij heeft hoeden gemaakt voor op de catwalk (onder andere in samenwerking met John Galliano, Vivienne Westwood, Jean-Paul Gaultier en Thierry Mugler). Hij ontwierp evengoed hoeden voor zangers, zangeressen en films.
Na zijn opleiding tot hoedenmaker kwam hij in contact met Blitz, een club in Londen. Daar ontmoette hij New Wave-artiesten als Spandau Ballet, Duran Duran en Boy George. Boy George en Stephen Jones deelden een tijdje een huis. Ze gingen vaak samen naar The Blitz en probeerden elkaar dan te overtreffen in extravagantie.

## Artiesten
Enkele bekende artiesten waar Stephen hoeden voor ontwierp:
- Jaren ’80: Grace Jones, Diana Ross, George Michael, Culture Club, Boy George
- Jaren ’90: Paula Abdul, U2, The Rolling Stones, Take That, Skunk Anansie, Eternal, B*Witched, All Saints, Celine Dion, Kylie Minogue
- Jaren ’00: Spice Girls, Robbie Williams, Sophie Ellis-Bextor, Macy Gray, Björk, P!nk, Tori Amos, Alison Goldfrapp van Goldfrapp, Christina Aguilera, Usher.

## Films
Enkele bekende films waarin hoeden van Stephen te zien zijn:
- Supergirl, Beverly Hills Cop II, Entrapment, 101 Dalmatians, Spice World, Jurassic Park, Lost in Space
- De hoeden die Cate Blanchett in Elizabeth: The Golden Age draagt,
- De hoeden die Keira Knightley in Atonement draagt
- De hoeden die Dita Von Teese in The Death of Salvador Dali draagt
- De hoeden die Audrey Tautou in Coco avant Chanel draagt
- De hoeden voor Lady Penelope Creighton-Ward (Sophia Myles) en Parker in Thunderbirds.